# 劉賢 (曹魏)
劉賢（？—254年），曹魏大臣。

## 生平
劉賢官至冗从仆射。張緝和李丰对司馬師专横不满，希望以夏侯玄为大将軍取代司馬師。联络黄门监苏铄，永宁署令乐敦，冗从仆射刘贤，同谋起事。254年二月，事情败露，司马师杀李丰。又逮捕了张缉、劉賢等人等人，都送交廷尉收监。鍾毓查案，查出：“李丰之子李韜与苏铄、乐敦、刘贤计划：‘册封贵人之日，诸营兵都屯守在门，陛下亲临，我们奉陛下率领群臣，诛杀大将军，事成之后，以夏侯玄为大将军，张缉为骠骑将军；夏侯玄、张缉都知道这些密谋。”二月廿二日，诛杀李韬、夏侯玄、张缉、張邈、苏铄、乐敦、劉賢等人，并诛灭三族。《三国演义》上有庐陵郡太守劉度的儿子刘贤。

## 同事
- 苏铄，官至黄门监
- 乐敦，官至永宁署令